# Åke Sandgren
Åke Nils Sandgren (født 13. maj 1955 i Umeå) er en dansk-svensk filminstruktør, manuskriptforfatter og producent bosiddende i Danmark.
Åke Sandgren studerede filmvidenskab og teoretisk filosofi ved Stockholms Universitet i 1976-1979 og fortsatte studierne ved Den Danske Filmskole i 1979-1982.
Han har siden 1998 været gift med filminstruktøren Annette K. Olesen.

## Filmografi (som instruktør)
- Cykelsymfonien – 1993
- Johannes' hemmelighed – 1985
- Miraklet i Valby – 1989
- Facklorna (tv) – 1991
- Slangebøssen – 1993
- Store og små mænd – 1995
- Dykkerne – 2000
- Et rigtigt menneske – 2001
- Fluerne på væggen – 2005
- Den man elsker – 2008